# 壁の穴ギャング

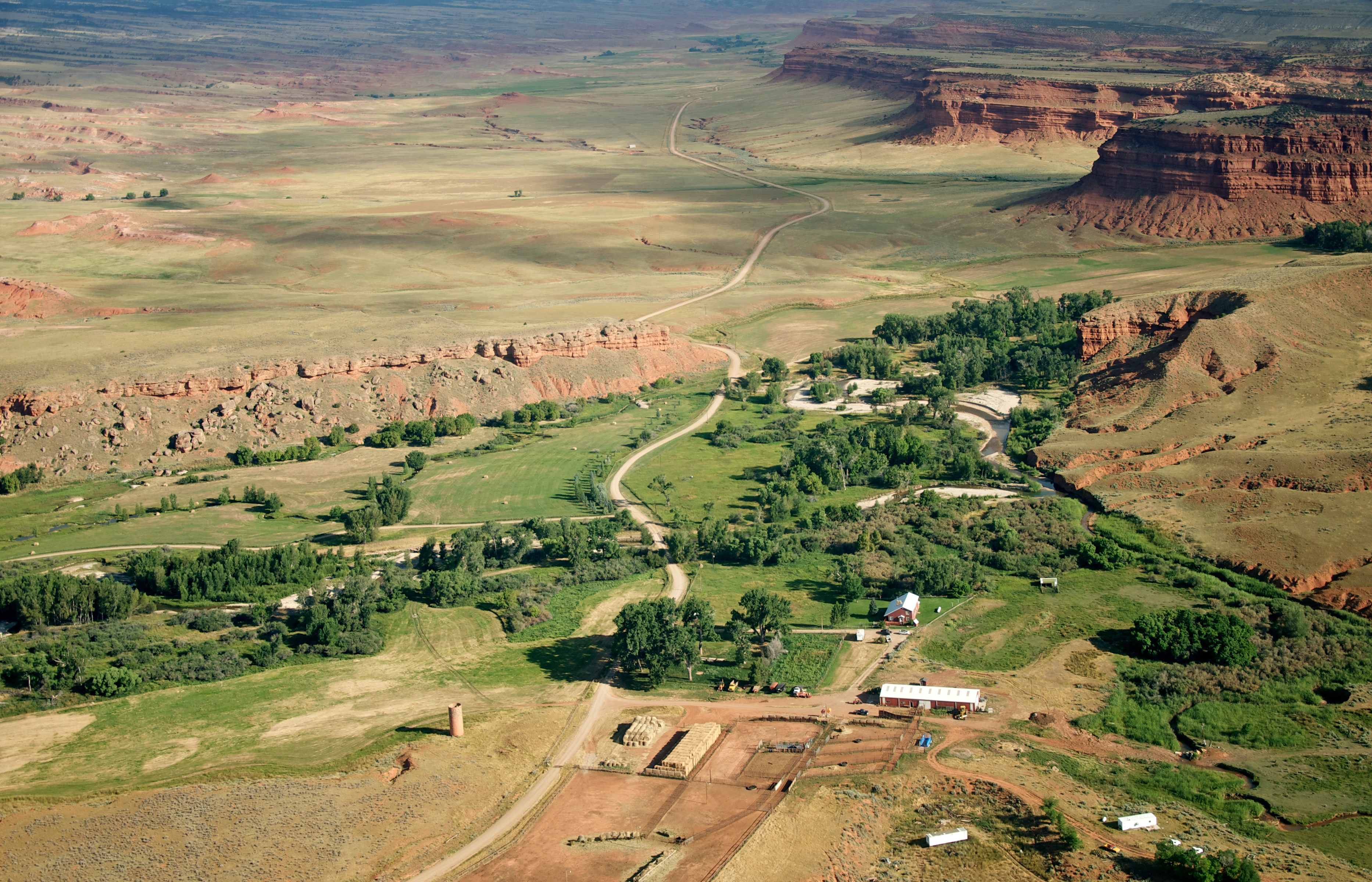
ワイオミング州、ホール・イン・ザ・ウォール

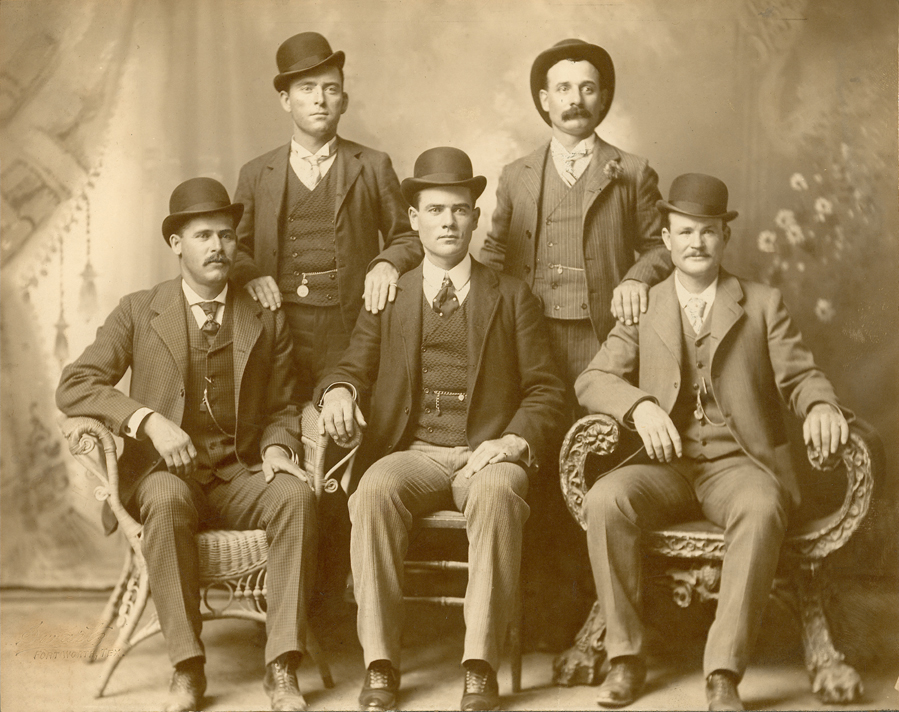
ワイルドバンチの集合写真、フォートワース・ファイブ写真として知られているもの
前列左からサンダンス・キッド、ベン・キルパトリック、ブッチ・キャシディ]、後列左からウィル・カーバー、ハーベイ・ローガン(別名キッド・カーリー)

壁の穴ギャング（かべのあなギャング、英語: The Hole-in-the-Wall Gang）は、アメリカ合衆国の西部開拓時代のギャングで、ワイオミング州のジョンソン郡ホール・イン・ザ・ウォールからその名をとったもので、彼らはそこに自分たちの隠れ家を持っていた。

## 説明

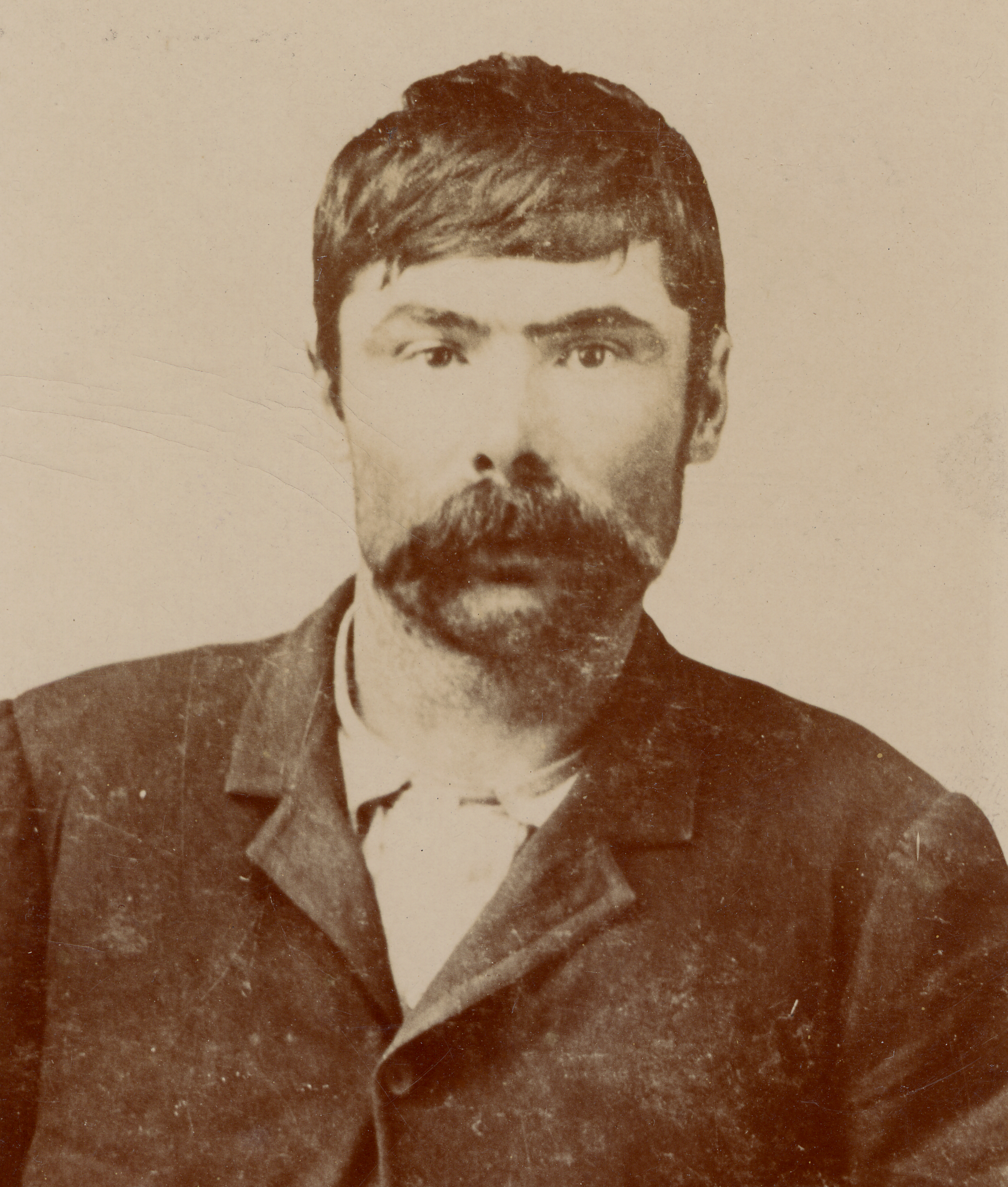
トム・オデイ、別名ジョー・チャンセラー、ホール・イン・ザ・ウォール・ギャングのメンバー。

壁の穴ギャングは、単純な一つの大規模に組織化された無法者のギャングではなく、いくつかの別々のギャングから構成されており、いずれも自分たちの活動の拠点にしているホール・オブ・ザ・ウォール街道から仕事にでかけていた。ホール・オブ・ザ・ウォールは、「壁の穴」ではなく、実際は崖沿いの狭い街道であった
ギャングは連合を形成し、それぞれが他のギャングと連携をせずに独自の強盗を計画および実行していた。あるギャングのメンバーが他のギャングと一緒に乗ることもあったが、通常、各ギャングは別々に活動し、それぞれが同時に隠れ家にいるときにのみ関わりを持った。
地理的には、この隠れ家には、司法当局の追手を逃れようとするギャングに必要なすべての利点が備わっていた。そこに隠れた無法者にとって、防御は鉄壁で、司法当局が気づかれずに近づくのはほとんど不可能だった。それぞれのギャングが、独自の食料と家畜、そして自分たちの馬を用意できるだけの経済的な基盤もあった。囲い、厩舎、そして多数の小屋が、各ギャングに1つか2つ建てられていた。そこで働いている人は誰でも、他のギャングのメンバーとの紛争を処理する特定の方法を含め、他のギャングの物資から決して盗むことなく、キャンプの特定の規則を順守していた。どのギャングにも独自の指揮系統に固執しているリーダーはいなかった。隠れ家はまた、過酷なワイオミングの冬の間、無法者の避難所として、またおとなしくしているための場所として最適の条件を備えていた。
壁の穴ギャングのメンバーには、ブッチ・キャシディ（別名ロバート・リロイ・パーカー）、サンダンス・キッド（ことハリー・アロンゾ・ロンガボー）、エルジー・レイ、ベン・キルパトリック(トール・テキサス)を、"ニュース 'カーバーこと、ウィル・カーバー、聾唖者チャーリー ことカミラ・ハンクス、ローラ・ブリオン、ジョージ "フラットノーズ"カリー、ハーベイ'キッド・カリー 'ローガン、ボブ・ミークス、キッド・カリーの兄弟ロニー・カリー、ボブ・スミス、アル・スミス、ボブ・テイラー、トム・オデイ、「笑う」サム・キャリー、ブラック・ジャック・ケッチャムからなるワイルド・バンチやロバーツ兄弟、開拓時代のあまり知られていない無法者ギャングが属していた。ジェシー・ジェイムズは、壁の穴の隠れ家を訪れたとも言われている。
1899年、ワイオミング州ウィルコックスで壁の穴ギャングにユニオンパシフィック鉄道の列車が強奪後、ピンカートン探偵社が列車の警備に雇われた。 チャーリー・シリンゴもその一人だった。シリンゴはギャングについて次のように書いている。「アルマは 『ワイルドバンチ』の南の集合地点で、ワイオミング州のホール・イン・ザウォールは彼らの北の隠れ場であった。。」
法的権力を与えられたいくつかの民兵隊が、無法者をその地まで追いつめ、民兵隊がそこに突入しようとしたところで銃撃戦になり、民兵隊は撃退され撤退を余儀なくされた。50年以上に渡り無法者を捕らえるため、激しいやり取りが行われたが、法執行官は誰一人としてそれに成功したものはいなかった。潜入捜査を試みた法執行官もいたが、これも成功しなかった。
野営地は、1860年代後半から20世紀初頭にかけて、無法者のギャングが絶え間なく出入りした。しかし、1910年頃になると、隠れ家を使用した無法者はごくわずかになり、最終的には歴史に消えていった。ブッチ・キャシディが使用していた小屋の1つは現在も存在し、ワイオミング州コーディに移されて公開されている。

## 大衆文化での扱い
壁の穴ギャングは、以下のような様々な作品で紹介されている。
- 西部劇映画 :
  - ３人の無法者 (1956), ネヴィル・ブランドがブッチ・キャシディを、アラン・ヘイル・ジュニアがサンダンス・キッドを演じた。この２人の無法者の活躍を描いた。(ワイルド・バンチの一員であるウィリアム・"ニュース"・カーバーが３人目の無法者として登場する)[5]
  - キャット・バルー (1965), ジェーン・フォンダがタイトルヒロインのキャット・バルーとして主演する西部劇コメディ。共演は、リー・マーヴィン。キャットは教師の資格をとって、ワイオミングの故郷に帰ってきたら、牧場経営の父が食肉業者と闘いになっていて、父は殺され、キャットは壁の穴に逃げ込み、ギャングたちを説き伏せて列車強盗を企画。いつの間にか、お尋ね者キャット・バルーとして有名になり、縛り首の寸前、壁の穴のギャングたちに救出される。
  - 明日に向かって撃て (1969),ポール・ニューマンとロバート・レッドフォードの主演、歴史的無法者の映画劇化。
- 「良いやつ、悪いやつ、そしてタイガー」(The Good, the Bad, and the Tigger),歴史上有名なギャングのアニメーション版のパロディー（シリーズ「くまのプーさんの新しい冒険」）。無法者「プー」と「ティガー」は「ホール・イン・ザヘッド」ギャングと呼ばれているという設定。
- ゲーム「スクービー・ドゥー！ミステリーアドヴェンチャー」では、架空の西部のゴーストタウンであるロスブリトーで、いろんなイベントが、「ホール・イン・ザ・ウォール」ギャングの名にちなんだと思われる「ブリック・イン・ザ・ウォールギャングへの当てこすりが多数登場する。架空のギャングの名前は、大量の金の地金を盗んで、ギャングが所有している建物のレンガに偽装していたことに由来している。
- 小説
- アンナ・ノースによる2021年の小説「アウトロウド」(Outlawed)では、1830年代インフルエンザの大流行で、大勢の人が死に、子どもを生むことが女性の義務になった社会で、子どもを埋めない女性が魔女として絞首刑にされてしまうような狂気の中で、助産師イーダが、社会から追放された女性たちのために壁の穴ギャングたちと合流して、女性たちのためのシェルター(安全な避難所)を作ろうとする歴史改変もの(alternate history)の物語で、壁の穴が登場する。マーガレット・アトウッドの「侍女の物語」を西部開拓時代に持ち込んだようなストーリィになっている。